# Jedan dan
Chansons représentant la Yougoslavie au Concours Eurovision de la chanson
Vse rože sveta
(1967) Pozdrav svijetu
(1969)
Jedan dan (Један дан, « Un jour ») est une chanson du groupe yougoslave Dubrovački trubaduri, sortie en 45 tours en 1968. 
C'est la chanson représentant la Yougoslavie au Concours Eurovision de la chanson 1968 interprétée par les deux chanteurs principaux du groupe Dubrovački trubaduri, Luciano Kapurso et Hamo Hajdarhodžić.

## À l'Eurovision

### Sélection
Le 25 février 1968, la chanson Jedan dan, interprétée par Luciano Kapurso et Hamo Hajdarhodžić, est sélectionnée en remportant la finale nationale yougoslave Pjesma Eurovizije 1968, pour représenter la Yougoslavie au Concours Eurovision de la chanson 1968 le 6 avril à Londres.

### À Londres
La chanson est intégralement interprétée en serbo-croate, l'une des langues officielles de la Yougoslavie, comme l'impose la règle de 1966 à 1972. L'orchestre est dirigé par Miljenko Prohaska.
Jedan dan est la dix-septième et dernière chanson interprétée lors de la soirée du concours, suivant Ein Hoch der Liebe de Wencke Myhre pour l'Allemagne.
À l'issue du vote, elle obtient 8 points, se classant 7e — à égalité avec À chacun sa chanson de Line et Willy pour Monaco et Quand tu reviendras de Claude Lombard pour la Belgique — sur 17 chansons,.

## Liste des titres
| A1. | Jedan dan               | Đelo Jusić, Stipica Kalogjera, Stijepo Stražičić |  |
| A2. | Moja je djevojka obična | Đelo Jusić, Ivo Brešković                        |  |
| B1. | Mi prepuni smo ljubavi  | Đelo Jusić, Ivo Brešković                        |  |
| B2. | Luda mladost            | Đelo Jusić, Ivo Brešković                        |  |

## Historique de sortie
| Pays        | Date | Format      | Label      |
| ----------- | ---- | ----------- | ---------- |
| Portugal    | 1968 | EP 45 tours | Parlophone |
| Yougoslavie | 1968 | EP 45 tours | Jugoton    |